# Корра
Корра (англ. Korra) — главный персонаж мультсериала «Аватар: Легенда о Корре», девушка-маг, наделённая силой Аватара. Родилась в Южном племени воды. На момент начала истории ей 17 лет, в 4 сезоне ей 20-21 год.

## Личность
Корра — девушка. У неё смуглая кожа и голубые глаза (что типично для её народа), прямые темные волосы. Корра необычайно талантлива в магии, уже с детства она могла использовать магию воды, земли и огня. Физически крепкая и сильная . По характеру наглая, упрямая, бойкая и импульсивная. Из-за бойкости и постоянных тренировок, любит соревноваться, и всегда рвётся в бой. Корра любит показывать свои навыки и выпендриваться. Интересуется в основном магией и экстремальными видами спорта. В бою руководствуется инстинктами и натренированными навыками.
Была влюблена в Мако, а в конце первой книги начала с ним романтические отношения, но рассталась с ним в конце второй книги, оставшись с ним друзьями.

## Биография
Предыстория
Корра родилась в Южном Племени Воды, после смерти Аватара Аанга. Уже с детства, она проявляла небывалые способности к магии, и к 5 годам смогла покорить 3 стихии. В это же время её нашел Белый лотос и взял на обучение. Через несколько лет, Корре удалось первой, в истории Племени Воды, приручить огромную полярную медведесобаку. Она назвала её Нага, и та стала её зверем-хранителем.
Книга первая: Воздух
В 17 лет Корра закончила обучение по освоению магией огня, воды и земли. Чтобы закончить своё обучение, ей осталось изучить магию воздуха у сына Катары и Аанга — мага воздуха Тензина. Тензин отказался от обучения, так как занят делами в республикансоком городе. Не приняв отказа Тензина, Корра проснулась одной ночью, простилась с родителями, и уплыла с Нагой в Республиканский город.
Сразу по приезде в республиканский город Корра вступила в конфликт с бандитами "Триады «Тройная угроза» и местной полицией, которая её и арестовала за причинённый ущерб городу во время драки. Тензин решил конфликт с полицией, поселил Корру в своём доме и начал обучать магии воздуха.
После безуспешных попыток выполнить задание Тензина, Корра сбегает в город, и попадает на стадион, где проводился Турнир магов. На стадионе она знакомится с Мако и Болином, чуть позже становится частью их команды «Огненные хорьки».
Книга вторая: Мир Духов
Прошло 6 месяцев, после победы над уравнителями и гибели Амона.
Корра с друзьями участвовала в гонках на воздушных скутерах, и решила использовать состояние аватар чтобы финишировать первой. Безответственность Корры вызвало недовольство Икки и Тензина. Тензин решил что Корре нужно продолжить обучение магии воздуха и отправится в храм воздуха. Корра же поспешила обрадовать Джинору, Икки и Мило, ведь сначала они должны были отправиться в Южное Племя Воды на Ледяной фестиваль духов.
Прибыв на фестиваль, Корра встретила своего дядю Уналака — вождя Северного Племени Воды, и его детей — Десну и Эску.
Во время фестиваля, у Корры вновь возникли конфликты с Мако по поводу того, что он не может её поддержать. В частности, именно на фестивале Корра выяснила, что вовсе не Аанг велел держать её на Южном Полюсе — это было решением её отца и Тензина. Происшествие вызвало у девушки бурю эмоций и негодования, что, в конечном итоге, вылилось в катастрофу. Вечером того же дня на фестиваль напал один из тёмных духов. Корра выбежала за Нагой, которая учуяла дух и увидела, как вблизи материализовался тёмный дух, который после короткой схватки одержал над аватаром победу. Разбуженные шумом Болин и Мако также выбежали из своих палаток и напали на духа, который хоть и отпустил Корру, но от атак стал только сильнее. На помощь дочери поспешил Тонрак, заключивший духа в ледяную пирамиду, но дух просочился наружу и отбросил мага воды далеко в сторону. Следующим против него выступил Тензин, но его речь не произвела впечатления на чудовище. Корра вошла в Состояние Аватара и обрушила на соперника мощную атаку, однако он оказался неуязвим и к этому. Внезапно дух замер, словно впав в транс. Это Уналак стал выполнять магические пассы, окружая призрака водяными лентами, которые засветились, наполнив сиянием и духа. Успокоившись, бывший тёмный дух пошёл прочь.
Корра вняла совету своего дяди и решила обучаться у него духовному мастерству.
В качестве первого шага в её подготовке, Корра отправляется на Южный полюс, чтобы открыть Портал Духов. По дороге к порталу на команду напали темные духи и забрали их снаряжение. Открыв портал, Корра, её друзья, Уналак и уезжающий Тонрак увидели «духов танцующих в небе» — Южное сияние. Вернувшись в город, Корра обнаружила, что войска Северного Племени прибыли туда и заняли гавань.
Хотя Уналак утверждал, что это попытка воссоединить 2 племени, южане были недовольны прибытием Северного Племени, и Корра была вынуждена выступить посредником между своим народом и Северным Племенем, в результате чего некоторыми она стала рассматриваться как предатель.
Книга третья: Перемена
Книга четвёртая: Равновесие

Корра спустя три года

После победы над Захиром, Корра возвращается в Южное Племя Воды на восстановление под присмотром Катары, где пробыла два с половиной года. Ей удалось восстановить способность ходить. Позже она узнает, что потеряла возможность войти в Состояние Аватара. После частичного восстановления с Катарой, Koррa отправляется в Республиканский город, но позже меняет решение и путешествует по миру одна, чтобы вновь открыть своё истинное Я и тем самым восстановить её связь с Раавой. Koррa в конечном итоге приходит в Царство Земли, которое в то время страдало от гражданских противостояний, когда Kувира, бывшая подопечная Суинь, воспользовалась властью, чтобы полностью восстановить Царство земли, свергнув принца Ву, законного наследника Ба Синг Се. Поиски Корры для восстановления связи с Раавой приводят её к Туманному Болоту, где она встречается с Тоф Бейфонг, бывшим членом команды Аватара Аанга. Тоф рассказывает ей, что остатки металлического яда Захира до сих пор остались в её теле и несколько раз пытается изъять их из Корры магией металла. После нескольких неудачных попыток Тоф также объясняет, что сама Аватар слишком напугана после схваток с её предыдущими врагами (Амоном, Уналаком и Захиром), чтобы возобновить её состояние Аватара. Позже их находят Икки, Мило и Джинора, и с их поддержкой Koрре удается преодолеть свои прошлые страхи и собственными силами вывести яд из тела. Далее Koррa узнает, что армия Кувиры окружила Заофу, куда Аватар и направляется, чтобы сразиться с Кувирой. Однако, несмотря на извлечение яда, Корра не может войти в состояние Аватара и проигрывает Кувире, после чего Корра отступает на остров в Храме Воздуха, чтобы посоветоваться с Тензином. Асами и Тензин убеждают её, что она всё ещё может одолеть Кувиру и спасти всех. Корра узнает, что Кувира использует лозу болотного дерева, чтобы создать совершенное оружие и с его помощью завоевать Республиканский город. Позже Корра узнаёт о том что дух Джиноры и остальных магов воздуха заключён в мире духов. С помощью заключённого в тюрьме Захира, Корра попадает в мир духов и тем самым восстанавливает свою связь с Раавой. Позже она находит души пленённых и, освободив их, возвращает в мир людей.

Корра и Асами входят в центральный портал мира духов, держа друг друга за руки и нежно смотря друг другу в глаза, тем самым начиная свои романтические отношения.

Узнав о замысле Кувиры об атаке на Республиканский город с оружием, питающимся лозами, Корра просит духов о помощи. Однако, не желая быть использованными в качестве оружия людьми, как во время атаки Темного Аватара, они категорически отказываются помочь ей, что вынуждает Корру и других самим остановить Кувиру. В сражении с ней команда Аватара уничтожает гигантского робота, управляемого Кувирой. Схватка Корры и Кувиры закончилась вскоре после того, как последняя потеряла контроль над оружием, после чего Корра, в состоянии Аватара, создала новый портал в мир духов в центре Республиканского города, из-за чего обе переносятся в мир духов. После сражения Корра убеждает Кувиру отречься от своих планов над восстановлением Царства Земли и сдаться Объединённым Силам. После ареста Кувиры, Корра делает вывод, что как бы она не старалась изменить мир, ей будет очень трудно. Однако, несмотря на это, она все ещё знает, что надежда ещё есть. После Корра встречается с Асами. Девушки начинают диалог, в котором Асами молвит, что она бы не смогла пережить того, что потеряет своего отца и Корру в один день, на что Аватар нежно утешает её в своих объятиях. Корра и Асами решают взять отдых, направившись в мир духов через центральный портал(что с ней будет дальше, покажет другой мультсериал в этой же вселенной, где события будет разворачиваться в другом Аватаре из племени Земли).

## Способности
Физическая сила
Корра хорошо физически развита. Она может одновременно поднять Тензина, Икки, Джинору и Мило, или же одной рукой держать Мако, другой держаться за край арены и потом забросить юношу обратно. Корра не прибегая к магии может победить в рукопашном бою, что обычно не свойственно магу точно так же как и быть ловкой, проворной, иметь акробатические способности.
Магия воды, целителя и духов
Магией воды и исцеления Корра училась у Катары. Она умеет использовать все приёмы магии воды, включая магию крови, хотя никогда её не использовала. Для Корры магия воды является второстепенной, поэтому она не носит собой запасов воды, надеясь на сторонние факторы. Как целитель, Корра способна не только лечить раны, но и смогла успокоить боль.
Во время обучения у её дяди, Уналака, духовного эксперта, Корра довольно быстро изучила его уникальную форму духовного исцеления, позволяющее менять отрицательную энергию духов на положительную, чтобы успокоить их. Хотя в начале она только понимала лишь теорию данной техники, из-за чего могла успокоить духов лишь на мгновение, в конце концов, она успешно практиковала духовное исцеление, будучи в состоянии успокоить бесчисленных маленьких темных духов сразу. Девушка даже была в состоянии использовать эту технику, чтобы убить Уналака и очистить темного духа Вату, когда они двое объединились в Темного Аватара.
Магия земли и металла
Корра хорошо владет магией земли. Кто имеено её учил магии земли не известно, возможно она самоучка. Скорее всего Корра быстро освоила эту стихию, так как её характер схож в первую очередь с характером людей Царства Земли. Она такая же упрямая, стойкая и немного жесткая, как они.
Корра очень активно ей оборонялась при захвате точки, где тренировали блокираторов ци. Корра может использовать магию земли и в безобидных целях, так, например, когда к ней пришёл Мако с вопросом о Болине, она оттолкнула Икки и Джинору двумя небольшими столбами, чтобы те ей не мешали.
Магией металла Корра обучилась в 3 книге, у Суинь Бейфонг, дочери Тоф, став первым Аватаром узучившим магию металла. После обучения стала часто использовать против Кувиры.
Магия огня
У Корры так же нет проблем с магией огня. Несмотря что огонь противоположен её родной стихии, Корра ещё с детства смогла его покорить. Быстрое освоение огня объяснятся тем, что огонь фактически стал её второй натурой, поскольку Корра очень схожа характером с огнём, пламенем. Девушка чаще всего использует эту стихию.
Магия воздуха
Корра впервые применяет магию воздуха, чтобы защитить Мако. В отличие от других трёх элементов воздух никак не давался Корре. По словам Тензина это было из-за того, что философия магии воздуха противоположна характеру девушки. Благодаря длительным тренировкам Корре удалось усвоить базовые движения магов воздуха, но она по-прежнему не могла покорять эту стихию. На победном митинге Уравнителей, который происходил на арене для турнира магов, Амон забрал у Корры её магические способности, и Корра в состоянии Аватара создает воздушный вихрь. Впоследствии этого девушка потеряла сознание на некоторое время. Её взял Мако и побежал прочь от Амона, но он настиг их и уже приготовился забрать магию у Мако, но тут очнулась Корра и с помощью магии воздуха сбросила Амона в воду, тем самым защищая Мако. Амон забрал у девушки три стихии, но магия воздуха осталась. Во второй книге Корра будет изучать Мир Духов, а её наставником назначен её родной дядя. Уналак — вождь Северного Племени Воды.
Магия энергии
Знания о магии энергии Корре передал Аанг, когда она расплакалась. Девушка вызвала его эмоциональным состоянием, сама того не подозревая, спонтанно. Аанг положил Корре палец на лоб и на грудь, как это сделал Лев-черепаха, передавая знания об этой магии Аангу. Он также вернул магию девушке. После этого Корра вернула магию Лин и вероятно остальным магам, которые пострадали от рук Амона.